# ジョゼ・マヌエル・ロドリゲス
ジョゼ・マヌエル・ロドリゲス（ポルトガル語: José Manuel dos Santos Rodrigues,  1951年5月4日 - ）は、ポルトガル・リスボン出身の写真家、映像作家。20年以上もオランダに住んで活動していたが、1993年からポルトガル・アレンテージョ地方のエヴォラに住んでいる。

## 経歴
1951年にポルトガルのリスボンに生まれ、アントニオ・サラザールの独裁体制下（エスタド・ノヴォ）で育った。アンゴラとモザンビークを植民地として維持するために、男性に兵役が義務付けられていたため、1968年には国外に亡命した。1968年から1969年にはフランスのパリに住み、1969年から1993年にはオランダに住んだ。オランダでは写真を学び、1975年と1979年には子どもを授かった。1987年から1992年にはアムステルダム美術評議会の一員だった。オランダのロッテルダム、ポルトガルのポルト、エヴォラ、カルダス・ダ・ライーニャなどで写真を教えた。2007年から2008年にはリスボンにあるIADEの視覚芸術研究科で客員教授を務めた。2009年からはエヴォラ大学視覚芸術学科で客員助教授を務めている。

## 受賞
- 1982年 創造的写真賞 : アムステルダム美術評議会[3]
- 1999年 ペソア賞（英語版）[3]

## 参考
- Calado, Jorge en José Manuel Rodrigues (1999) Ofertório. José Manuel Rodrigues. Retrospective 1972-1997 Lissabon: Exhibition Catalogue, Culturgeste, pp. 243-6.
- História de Portugal - Dicionário de Personalidades (vol. XIX).
- Rodrigues, J.M. (2009) Experimental Anthology. European Tracks on Photography Ankara: Exhibition Catalogue, Instituto Italiano de Cultura de Ankara, pp. 118-122.
- JOSÉ M. RODRIGUES Triplov
- Calado, Jorge (2000) Trilogía - Trilogy Evora: Fundação Eugénio de Almeida, pp. 131-133.